# Nicolas Lerner
Pour les articles homonymes, voir Lerner.
Nicolas Lerner, né le 29 juin 1978 dans le 14e arrondissement de Paris, est un haut fonctionnaire français.
Il est directeur général de la direction générale de la Sécurité intérieure (DGSI) entre 2018 et 2024. Le 20 décembre 2023, il est nommé en Conseil des ministres directeur général de la direction générale de la Sécurité extérieure (DGSE) à compter du 9 janvier 2024.

## Biographie

### Jeunesse et études
Nicolas Lerner est titulaire d'une licence de droit. Il étudie à l'Institut d'études politiques de Paris, dont il est diplômé en 1999. Il est admis en 2002 à l'École nationale d'administration (ENA) (promotion Léopold-Sédar-Senghor, la même promotion qu'Emmanuel Macron).

### Parcours professionnel
Nicolas Lerner sort de l'ENA en 2004 comme administrateur civil. Il est affecté au secrétariat général du ministère de l'Intérieur.
Il rejoint le corps préfectoral. Il est directeur de cabinet du préfet de l'Hérault de 2006 à 2008. Il est ensuite affecté à la préfecture de police de Paris, comme chef de cabinet du préfet de police. En 2012, il est nommé directeur adjoint du même cabinet. Il est ensuite nommé sous-préfet de Béziers en 2014. 
De 2015 à 2017, il est nommé directeur de la sécurité générale en Corse-du-Sud. 
De 2017 à 2018, il est directeur adjoint au cabinet du ministre de l’Intérieur, au sein duquel il traite des questions relatives au renseignement et au contre terrorisme. 
Le 17 octobre 2018, il est nommé à la tête de la DGSI,. Il devient a cette occasion le plus jeune patron du renseignement intérieur français à 40 ans, et indique alors ses trois priorités : le renforcement de la DGSI comme chef de file de la lutte antiterroriste, la poursuite du recrutement de spécialistes et la veille sur toutes les autres formes de menaces, comme l’espionnage.
Il est nommé directeur général de la DGSE à compter du 9 janvier 2024,, avec notamment pour mission la modernisation de ce service.
Lors de la présidentielle roumaine de 2025, Nicolas Lerner est au centre d'une controverse, relayée notamment par le fondateur de Telegram Pavel Dourov, qui l'accuse d'avoir exercé des pressions pour censurer les opposants conservateurs roumains et de s'être rendu en Roumanie juste avant le second tour.  Ces fausses informations, sont démenties par la France et par la Roumanie. 

## Décorations
- Chevalier de la Légion d'honneur (2022)[18].
- Chevalier de l'ordre national du Mérite (2017)[19].
- Médaille d'honneur de la Police nationale, échelon or (2024)[20].